# Peridea pinkeriana
Peridea pinkeriana är en fjärilsart som beskrevs av Thomas Joseph Witt 1974. Peridea pinkeriana ingår i släktet Peridea och familjen tandspinnare. Inga underarter finns listade i Catalogue of Life.